# Aldcliffe-with-Stodday
 (avril 2023).
Aldcliffe-with-Stodday est une paroisse civile du Lancashire, en Angleterre.